# Empire Inc.
Empire Inc. est une mini-série québécoise en six parties de 50 minutes diffusée entre le 9 février et le 16 mars 1983 à la Télévision de Radio-Canada et en anglais sur le réseau CBC.

## Synopsis
L'action de cette série se déroule à Montréal entre les années 1929 et 1960. James Monroe est un grand homme d'affaires qui à lui seul a bâti un empire financier. Fier et ambitieux il a trahi un de ses associés pour arriver à ses fins. Nous voyons aussi comment cet homme a réussi malgré le krach de 1929 et la deuxième guerre mondiale et la révolution tranquille.

## Fiche technique
- Scénarisation : Douglas Bowie
- Réalisation : Denys Arcand et Douglas Jackson
- Société de production : Société Radio-Canada / Canadian Broadcasting Corporation, Office national du film du Canada

## Distribution
- Kenneth Welsh : James Munroe
- Martha Henry : Catherine Munroe
- Jennifer Dale : Cleo Munroe
- Peter Dvorský : Jimmy Munroe
- Lyn Jackson : Violet
- Mitch Martin : Amy
- Pamela Redfern : Helen
- Joseph Ziegler : Larry
- Gabriel Arcand : Gene Prud'homme
- Paule Baillargeon : Marie-Louise Bouchard
- Graham Batchelor : Henry
- Jean-Pierre Bergeron : Arcand
- Griff Brewer : Ministre
- Tony Van Bridge (en) : Arthur
- Robert Clothier (en) : Percy
- Damir Andrei : Pete
- Roger Garand : Ministre
- David Gardner : C.D. Howe
- Don Granberry : Clint Jones
- Linda Griffiths : Laura
- Arthur Grosser (en) : M. Byers
- Alexander Hausvater (en) : Chef
- Colin Hoare : Tom
- Paul Hébert : Armand Bouchard
- Charles Jolliffe : Metcalfe
- Alexander Knox : Lord Atholstan
- Sheena Larkin-La Brie : Maudie
- Marc Legault : Camille
- Hubert Loiselle : Détective
- Claude Létourneau : Chantre
- Donald MacIntyre : Docteur
- George Merner : King
- Frank Moore : Murphy
- Neil Munro : Tim
- Marie-Christine Perreault : Céline
- Donald Pilon : Chuck
- Gary Plaxton : Shérif
- Michael J. Reynolds : C. Chisholm
- Jean Ricard : Prêtre
- Janou Saint-Denis : Mme Toupin
- Errol Slue : M'Bule
- Mireille Thibault : Paulette
- Jacques Thisdale : Terrault
- Lindalee Tracey (en) : Maîtresse
- Robin Ward : Bunny